# Rameau (cràter)
Rameau és un cràter d'impacte en el planeta Mercuri de 58 km de diàmetre. Porta el nom del compositor francès Jean Philippe Rameau (1683-1764), i el seu nom va ser aprovat per la Unió Astronòmica Internacional el 1976.